# Sebastian Michanek
Sebastian Michanek, född 1983 i Göteborg, är en svensk balettdansör, solist vid Kungliga Baletten i Stockholm.

## Biografi
Michanek började vid nio års ålder på Svenska Balettskolan i Göteborg och fortsatte sedan på gymnasiet vid Kungliga Svenska Balettskolan i Stockholm. Redan efter två år i Stockholm, vid 17 års ålder, blev han anställd vid Kungliga Baletten. År 2005 blev Sebastian Michanek utnämnd till solist. Sedan 2006 är han solist vid Den Kongelige Ballet i Köpenhamn.
Sebastian Michanek är konstnärlig ledare för The Gotland International Dance Seminar - Sveriges Internationella sommarkurs för klassisk och modern dans. År 2005 var han konstnärlig ledare för The Premiere Space 05, ett projektkompani som turnerade på Gotland, i Stockholm och i London.
Michanek har bland annat gästdansat med The Australian Ballet i Sydney och Melbourne, Den Kongelige Ballet i Köpenhamn, i finalen av Prix de Lausanne, på Arena di Verona i Italien och Europa Danse i Paris, Frankrike.
De senaste somrarna har man även kunnat se Sebastian Michanek på Confidencen, Ulriksdals slottsteater, i Stockholm i Divertimenti di Confidenza (Gunilla Roempke) - en historisk dans-, teater- och musikalisk resa i 1700-talets Europa.
År 2003 kammade han hem Sveriges enda seger i Eurovision Young Dancers tillsammans med danspartnern Kristina Oom.

## Urval av roller
- Titelrollen i Peer Gynt (John Neumeier), titelrollen i Tristan (Krzysztof Pastor), prinsen i Svansjön (Peter Martins), Albrecht i Giselle (Gielgud), prinsen i Eldfågeln (Alexei Ratmanski), Lenskij i Onegin (John Cranko), Lysander och Philostrat/Puck i En midsommarnattsdröm (John Neumeier), prinsen i Nötknäpparen (Alexei Ratmanski), Fågel blå i Törnrosa (Dame Beryl Gray), Espada i Don Quijote (Maria Gracia), Bond Pas de deux i Giselle (Natalia Makarova).
- Solist i The Vertiginious Thrill of Exactitude (William Forsythe), Before Nightfall (Christe), Allegro Brillante (George Balanchine) och Dansvurmen (Ivo Cramér)
- Solistpartier i Manon (Kenneth MacMillan), Svansjön (Sir Peter Wright), Agon (George Balanchine), Petite Mort (Jiří Kylián), Bella Figura (Jiří Kylián), Por vos Muero (Nacho Duato), Na Floresta (Nacho Duato), In Light and Shadow (Krzysztof Pastor), Pas de deux ur New Sleep (William Forsythe), Pas de deux ur Return of the Strange Land (Jiří Kylián).

## Priser och utmärkelser
- Vinnare tillsammans med Kristina Oom The 10th Eurovision Young Dancers 2003 i Amsterdam. Modern kategori med Blitz (Maurice Causey) och Ljusvarelser (Mats Ek).
- Finalistpris i Prix de Lausanne 2001, med bland annat Basilio i Don Quijote (Marius Petipa).
- Tilldelad Sigrid Paskells SWEA-stipendium 2005, Frimurarnas Gallodier stipendium 2004, Mariane Orlando stipendiet 2003, Carina Ari stipendium 2000, 2001 och 2003, Kungliga Operans Agda Cecilia Rilton stipendium 2003, Gösta Svalberg stipendium 2001, Drottningholmsteaterns Balettstipendium 2000.